# Тейбл-Рок (Пенсільванія)
Тейбл-Рок (англ. Table Rock) — переписна місцевість (CDP) в США, в окрузі Адамс штату Пенсільванія. Населення — 133 особи (2020).

## Географія
Тейбл-Рок розташований за координатами 39°54′44″ пн. ш. 77°13′22″ зх. д. / 39.91222° пн. ш. 77.22278° зх. д. (39.912226, -77.222885).  За даними Бюро перепису населення США в 2010 році переписна місцевість мала площу 0,20 км², уся площа — суходіл.

## Демографія
Згідно з переписом 2010 року, у переписній місцевості мешкали 62 особи в 25 домогосподарствах у складі 19 родин. Густота населення становила 316 осіб/км².  Було 25 помешкань (128/км²).
Расовий склад населення:
| - 93,5 % — білих - 1,6 % — осіб інших рас |

До двох чи більше рас належало 4,8 %. Частка іспаномовних становила 6,5 % від усіх жителів.
За віковим діапазоном населення розподілялося таким чином: 22,6 % — особи молодші 18 років, 61,3 % — особи у віці 18—64 років, 16,1 % — особи у віці 65 років та старші. Медіана віку мешканця становила 41,5 року. На 100 осіб жіночої статі у переписній місцевості припадало 87,9 чоловіків;  на 100 жінок у віці від 18 років та старших — 77,8 чоловіків також старших 18 років.
Середній дохід на одне домашнє господарство  становив 71 263 долари США (медіана — 71 250), а середній дохід на одну сім'ю — 71 263 долари (медіана — 71 250). 
Цивільне працевлаштоване населення становило 33 особи. Основні галузі зайнятості: освіта, охорона здоров'я та соціальна допомога — 36,4 %, мистецтво, розваги та відпочинок — 27,3 %, виробництво — 24,2 %.